# Mein letztes Konzert
Mein letztes Konzert ist ein Kurzfilm des deutschen Autorenfilmers Selcuk Cara und der Diplomabschlussfilm des Kameramanns Nils A. Witt an der FH Dortmund aus dem Jahr 2014.

## Handlung
Eine jüdische Pianistin gibt ihr letztes Konzert. Sie hat den Ort, die Stadt gewählt, wo sie siebzig Jahre zuvor einen geliebten Menschen verloren hat. Seit dieser Zeit weiß sie nicht, ob sie sich schuldig gemacht hat.

## Auszeichnungen
- Bester Kurzspielfilm August 2014, Deutsche Film- und Medienbewertung (FBW), Deutschland
- Prädikat „besonders wertvoll“ für Mein letztes Konzert Deutsche Film- und Medienbewertung (FBW), 2014[2]
- Flickers: Rhode Island International Film Festival (RIIFF): Best Cinematography: Grand Prize, Winner of the Panavision Award, Vereinigte Staaten[3]
- Winner: Best Family Film: Alaska International Film Award (AIFA), USA[4]

## Kritiken
„Ich halte ihn für einen der durchdachtesten Filme über die schreckliche Zeit des Holocaust, den ich je gesehen habe – und ich habe schon viele Filme über diese schreckliche Zeit gesehen.“

„Eine Pianistin blickt auf ihr langes Leben zurück: Der Blick in einen Spiegel zeigt das Gesicht einer alten Frau. Ein Gesicht, welches Würde, aber auch Zeichen von großem Erleben, von Leid und Schmerz, von Erfolg und Niederlagen ausdrückt. Ein faszinierend schönes Gesicht. Dazu Reflexionen im Off – stimmig, philosophisch, schmerzlich: ‚Meine Seele ist getrennt von meinem Körper‘ oder: ‚Die Zeit heilt alle Wunden, bei mir nicht!‘. Sie steht in einem alten Eisenbahnwaggon – eine Fahrt ins Dunkel der Geschichte. Ein langer Blick und ein verzweifelter Schrei durch das Fenster eines Konzertsaales. Die Erinnerung an eine große Schuld, welches die Frau ein Leben lang mit sich trug. Aber war sie wirklich schuldig? Das letzte Konzert soll ihr Frieden bringen. Eine großartige, ja faszinierende Kamera zieht mit ihren Schwarz-Weiß-Bildern den Zuschauer in seinen Bann. Beim Blick auf das Gesicht der Frau, bei dem Spiel von Licht und Dunkel, bei den wechselnden Bildperspektiven im Konzertsaal zwischen den im Schock erstarrten Menschen und den in atemloser Angst Verborgenen, denen ein schlimmes Schicksal droht. Ein bewegender, emotionaler und ganz besonderer Film zum Thema ‚Holocaust‘ (besonders wertvoll, Urteilsbegründung: FBW-Filmbewertungstelle Wiesbaden, August 2014)“

„[…] Mein letztes Konzert ist der Abschlussfilm des Kameramanns Nils A. Witt an der Fachhochschule Dortmund. Mit einer einzigartigen Präzision und einem perfekten Auge für die genau richtigen Einstellungen erzählen seine exzellenten Schwarz-Weiß-Bilder, in der Regie von Selcuk Zvi Cara, die tragische Geschichte eines ungewollten Verrats. Die Narration selbst wirkt bewusst unzusammenhängend, springt von der Gegenwart in die Vergangenheit und wieder zurück. Doch dies unterstreicht nur zusätzlich den erzählerischen Fokus des Films, dass nämlich jede Handlung eine Konsequenz bedingt. Und dass diese Konsequenz einem Menschen für den Rest des Lebens eine Bürde auferlegt, ganz unabhängig von der Zeit, die bereits vergangen ist. […] Ein bewegender und perfekt komponierter Film, der vor allem durch seine visuelle Brillanz besticht. (besonders wertvoll, FBW – Filmbewertungsstelle Wiesbaden)“